# 1299
Високе Середньовіччя •  Реконкіста •  Ганза •  Монгольська імперія

## Геополітична ситуація
Андронік II Палеолог є імператором Візантійської імперії (до 1328). Королем Німеччини є Альбрехт I Габсбург (до 1308). У Франції править Філіп IV Красивий (до 1314).
Апеннінський півострів розділений: північ належить Священній Римській імперії, середню частину займає Папська область, південь належить Неаполітанському королівству. Деякі міста півночі: Венеція, Піза, Генуя тощо, мають статус міст-республік.
Майже весь Піренейський півострів займають християнські Кастилія (Леон, Астурія, Галісія), Наварра, Арагонське королівство (Арагон, Барселона) та Португалія, під владою маврів залишилися тільки землі на самому півдні. Едуард I Довгоногий є королем Англії (до 1307), Вацлав II є королем Богемії (до 1305) та править Великопольщею, а королем Данії — Ерік VI (до 1319).
Руські землі перебувають під владою Золотої Орди. Король Русі Лев Данилович править у Києві та Галичі (до 1301), Андрій Олександрович Городецький — у Володимиро-Суздальському князівстві (до 1304).
Монгольська імперія займає більшу частину Азії, але вона розділена на окремі улуси, що воюють між собою. У Китаї, зокрема, править монгольська династія Юань. У Єгипті владу утримують мамлюки. Мариніди правлять у Магрибі. Делійський султанат є наймогутнішою державою Північної Індії, а на півдні Індії панують держава Хойсалів та держава Пандья. В Японії триває період Камакура.
Цивілізація мая переживає посткласичний період. Почала зароджуватися цивілізація ацтеків.

## Події
- Київський митрополит Максим перебрався у Володимир-на-Клязьмі.
- Хан Золотої Орди Токта завдав поразки Ногаю.
- Син Ногая Чака втік у Болгарію і став там царем.
- Війна між Англією та Францією завершилася укладенням мирної угоди.
- На Сицилії король Федеріго II переміг і полонив Філіппа Тарентського з Анжуйської династії.
- Король Франції Філіп IV Красивий та король Німеччини Альбрехт I Габсбург домовилися про спільні дії проти папи римського Боніфація VIII.
- Сербський король Стефан Урош II Милутин уклав мирний договір з Візантією.
- Королем Норвегії став Гокон V.
- Осман I Газі оголосив свій бейлик незалежним від Румського султанату. Його володіння стали зародком Османської імперії.
- У Сирії монгольські війська розгромили мамлюків у битві при Ваді аль-Хазнадарі.
- Делійський султан Алауддін Хілджі підкорив Гуджарат.
- Монголи здійснили ще один похід на Делі, але Алауддін Хілджі зумів відбитися.

## Народились
- Альфонсо IV (король Арагону)
- Дмитро Михайлович Грізні Очі
- Марія Арагонська(1299—1416)